# Chiesa di San Michele Arcangelo (Villaga)
La chiesa di San Michele Arcangelo è la parrocchiale di Villaga, in provincia e diocesi di Vicenza; fa parte del vicariato di Noventa Vicentina-Riviera Berica.

## Storia

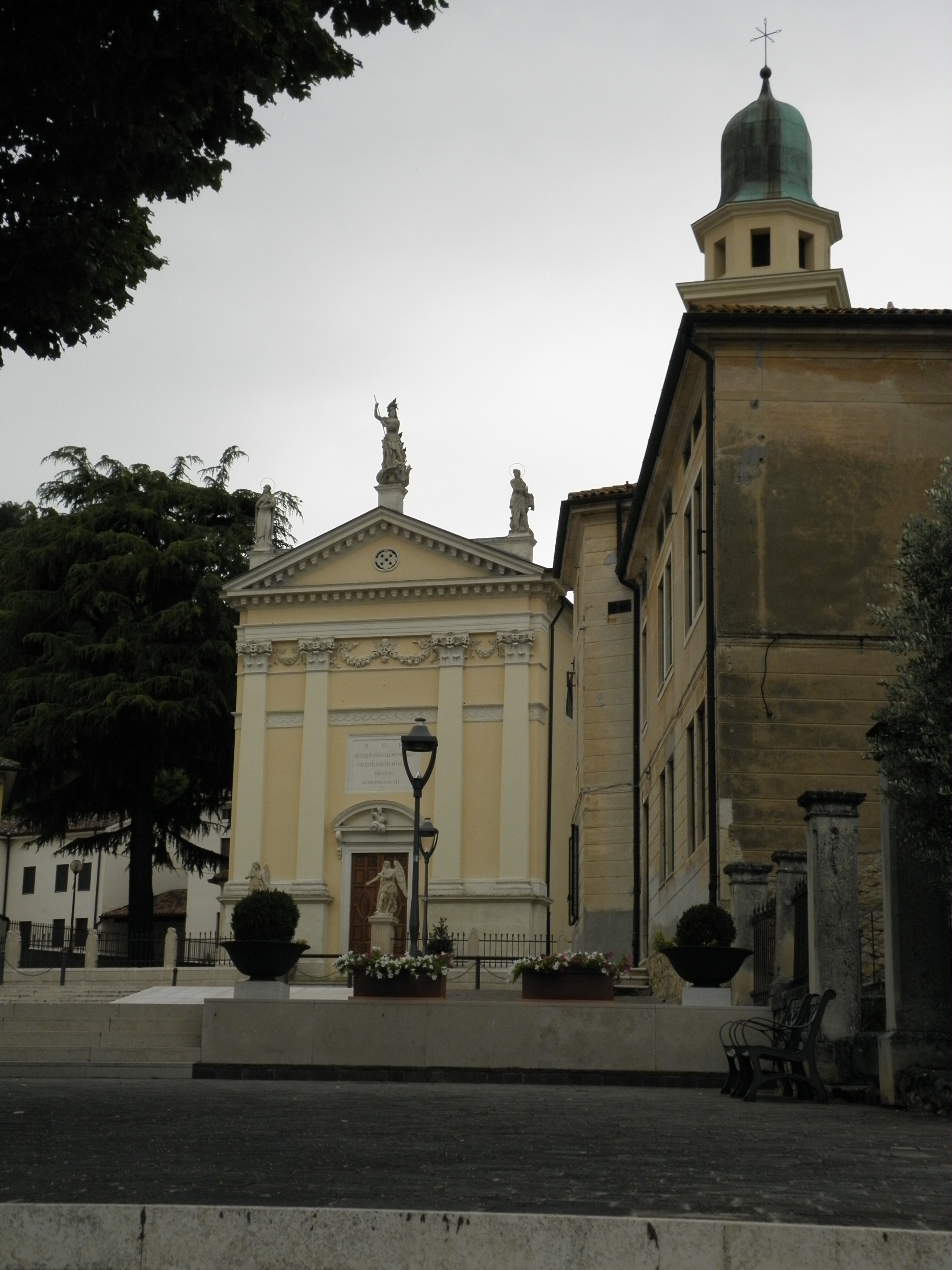
La chiesa vista da un'altra angolazione

Probabilmente la primitiva chiesa di Villaga sorse in epoca longobarda, vista anche l'intitolazione a san Michele Arcangelo, il quale era appunto molto amato dai Longobardi.

Tale chiesa era dipendente dalla pieve di Santa Maria Assunta di Barbarano, come testimoniato da un documento datato 1066, per poi essere eretta a parrocchiale nel XIII secolo.
Nel 1560 la cura d'anime fu affidata da papa Pio IV ai monaci olivetani provenienti dalla chiesa di Sant'Elena di Venezia, che esercitarono il diritto di giuspatronato; nel 1770 il Senato Veneto allontanò i suddetti monaci dalla parrocchia, che ritornò al clero diocesano di Vicenza.
L'attuale parrocchiale, il cui disegno fu redatto da Giacomo Fontana, venne costruita nel 1797 per voler del parroco don Antonio Broccato.
L'edificio fu poi restaurato per quanto riguarda l'interno tra il 2010 e il 2012 su progetto di Barbara Zattra.

## Descrizione

### Esterno
La facciata a capanna della chiesa è tripartita da quattro lesene in ordine corinzio, che sorreggono il timpano di forma triangolare, ai cui lati e sul cui colmo sono poste tre statue.

### Interno
L'interno è ad un'unica navata, decorata con lesene di ordine ionico, con mensole e con affreschi; l'aula termina con il presbiterio rialzato di due gradini e a sua volta chiuso dall'abside semicircolare.
Opere di pregio qui conservate sono la pala avente come soggetto San Michele Arcangelo, eseguita nel XVIII secolo da Cristoforo Menarola, e il quadro raffigurante l'Ultima Cena, dipinto nel Cinquecento probabilmente da Alessandro Maganza e restaurato nel 1969.